# The Loveaholic Tour
The Loveaholic Tour es la tercera gira musical de la cantante española Ruth Lorenzo, realizada para promover de su segundo álbum Loveaholic. Fue anunciada en noviembre de 2017 e incluirá conciertos en España.

## Antecedentes
El 16 de noviembre de 2017 Ruth Lorenzo mediante sus redes sociales anuncio de forma oficial las primeras fechas de su tercera gira musical, embarcándose por el momento en 19 fechas por la geografía española en el próximo año con el lanzamiento del nuevo álbum en 2018.

## Repertorio
1. Noche en Blanco
2. 99
3. The First Man
4. Good Girls Don't Lie
5. Back to Black (Cover de Amy Winehouse)
6. Diamond Doors
7. Loveaholic
8. Freaks
9. Patito Feo
10. Currucucu Paloma (Cover)
11. Dancing in the Rain
12. Flamingos
13. Moscas Muertas
14. My Last Song
15. Amanecer
16. Bring back the New

## Fechas
| Europa                |            |        |                                     |
| 16 de febrero de 2018 | La Coruña  | España | Fórum Metropolitano                 |
| 23 de febrero de 2018 | Alicante   | España | Aula Cam                            |
| 24 de febrero de 2018 | Albacete   | España | Casa Cultura                        |
| 2 de marzo de 2018    | Granada    | España | Teatro Caja                         |
| 3 de marzo de 2018    | Almería    | España | Teatro Apolo                        |
| 10 de marzo de 2018   | Toledo     | España | Círculo de Arte                     |
| 17 de marzo de 2018   | Mallorca   | España | La Movida                           |
| 6 de abril de 2018    | Castellón  | España | Teatro Raval                        |
| 7 de abril de 2018    | Tarragona  | España | Sala Zero                           |
| 13 de abril de 2018   | Valladolid | España | Sala Porta Caeli                    |
| 14 de abril de 2018   | Salamanca  | España | Sala Camelot                        |
| 27 de abril de 2018   | Sevilla    | España | Sala Fanatic                        |
| 4 de mayo de 2018     | Madrid     | España | WiZink Center (LOS40 Primavera Pop) |
| 6 de mayo de 2018     | Madrid     | España | Sala Joy Eslava                     |
| 30 de mayo de 2018    | Madrid     | España | Hard Rock Café                      |
| 9 de junio de 2018    | Barcelona  | España | Sala Bikini                         |
| 16 de junio de 2018   | Murcia     | España | Teatro Romea                        |